# L'Albagés
L'Albagés és un municipi de la comarca de les Garrigues, Catalunya. El 1983 es va modificar el nom per incorporar l'article a Albagés.

## Història
Les troballes de sílex paleolític i ceràmica a la vora del riu Set, juntament amb les pintures rupestres de les coves del Cogul, són una clara evidència de la ja existència humana al terme durant l'edat de pedra a la regió.
Les restes mes antigues de la vil·la pertanyen al castell de l'Albagés, aquesta va edificada entre els segles VIII i X.
A conseqüència de la invasió per part dels àrabs, es van construir torreons (castells) als punts més estratègics gairebé sempre a pocs quilòmetres d’algun riu
L’any 1116, Ramon Berenguer III va augmentar els seus dominis mitjançant la conquesta pacífica dels territoris de les Garrigues, entre els quals es trobaria l’Albagés, que en aquell moment formava part del terme de Castelldans.
Posteriorment, amb la conquesta de Lleida l’any 1149, Ramon Berenguer IV va cedir tant la torre com el mateix terme de l’Albagés als Cavallers de l’Orde del Temple, els quals van transformar el castell en una fortalesa.
L’any 1308 el Papa Climent V va suprimir l'Orde del Temple i va conquerir tots els seus béns, els quals van passar a ser propietat una part de la corona i l'Orde de Sant Joan de Jerusalem. Fins que l’any 1315, Andreu de Timor, l’abat de Poblet, va comprar el castell i el terme de l’Albagés a Guillem de Namontaguda.
Durant els anys 1643 i 1647, durant la guerra dels segadors, el terme va ser saquejat i cremat per les tropes castellanes, per aquest motiu, entre el 1688 i 1692, el castell va ser restaurat per l’abat Pere Virgili.
L’any 1835, amb l’extinció de les Ordes conventuals i del feudalisme a causa de les desamortitzacions dutes a terme a tot el país, l’Albagés es va regir pel seu propi ajuntament constitucional.

## Etimologia
El terme Albagés ja apareix en documents al segle xii. Potser deriva del gentilici albigès (nadius d'Albi), lloc d'on devien provenir els primers repobladors.

## Geografia
- Llista de topònims de l'Albagés (Orografia: muntanyes, serres, collades, indrets..; hidrografia: rius, fonts...; edificis: cases, masies, esglésies, etc).

## Demografia
| 1497 f | 1515 f | 1553 f | 1717 | 1787 | 1857 | 1877 | 1887 | 1900 | 1910 |
| ------ | ------ | ------ | ---- | ---- | ---- | ---- | ---- | ---- | ---- |
| -      | 13     | 9      | 18   | 155  | 658  | 796  | 746  | 777  | 876  |

| 1920 | 1930 | 1940 | 1950 | 1960 | 1970 | 1981 | 1990 | 1992 | 1994 |
| ---- | ---- | ---- | ---- | ---- | ---- | ---- | ---- | ---- | ---- |
| 892  | 761  | 736  | 668  | 616  | 584  | 586  | 571  | 553  | 553  |

| 1996 | 1998 | 2000 | 2002 | 2004 | 2006 | 2008 | 2010 | 2012 | 2014 |
| ---- | ---- | ---- | ---- | ---- | ---- | ---- | ---- | ---- | ---- |
| 507  | 512  | 510  | 502  | 502  | 492  | 476  | 462  | 425  | 419  |

| 2016 | 2018 | 2020 | 2022 | 2024 | 2026 | 2028 | 2030 | 2032 | 2034 |
| ---- | ---- | ---- | ---- | ---- | ---- | ---- | ---- | ---- | ---- |
| 403  | 375  | 361  | 348  | 344  | -    | -    | -    | -    | -    |

## Composició del consistori
| Nom i càrrec | Atenció al públic   | Partit            |
| --- | ------------------- | ----------------- |
| Víctor Masip Alcalde. Responsable de les àrees: Promoció Econòmica, Cultura, Energia i Subministraments                        | Divendres: 9h a 13h | Activem l'Albagés |
| Guadalupe Serrano Primera tinent d'lcalde, Responsable de les àrees: Regidora de Festes, Associacions, Sanitat i Participació. |                     | Activem l'Albagés |
| Ramon Llimós Segona tinent d'alcalde. Responsable de les àrees : Regidor d’Hisenda, Urbanisme, Medi Ambient.                   |                     | Activem l'Albagés |
| Gemma Moreno Responsable de les àrees: Urbanisme, Ordenació Territorial, Habitatge i Hisenda.                                  |                     | PSC - Compromís   |
| Joan Leiva Responsable de les àrees: Agricultura, Medi Ambient, Gent Gran                                                      |                     | JxCat             |
| Maria Teresa Melero Gasol |                     | ERC               |
| Maria Teresa Guillamet Rossell                                                                                                 |                     | ERC               |

## Llocs d'interès
- Castell de l'Albagés
- Sant Joan Baptista de l'Albagés